# Opsada Sigeta
Opsada Sigeta trajala je od 5. kolovoza do 7. rujna 1566. godine. Zapamćena je po hrabroj pogibiji zapovjednika Nikole Šubića Zrinskog i čitave posade, koja se nije htjela predati Osmanlijama – i svojom žilavom obranom spasila Mađarsku, Hrvatsku i Austriju od pada u turske ruke.
Utvrda Siget imala je u drugoj polovici 16. stoljeća izuzetni geostrateški značaj za obranu Kraljevstva krune sv. Stjepana, a sprječavala je prodor Turaka prema Budimu i Beču.
Nakon mjesec dana opsade Nikola Zrinski s manjim brojem preživjelih vojnika provalio je iz utvrde, te zajedno s braniteljima poginuo u boju. Tijekom opsade umro je i sultan Sulejman I. zvani Veličanstveni.
Sigetska bitka poznata je i kao "Bitka koja je spasila (Zapadnu) civilizaciju".

## Uvod u bitku
Nikola Zrinski došao je na čelo sigetske utvrde 1561. godine nakon smrti Marka Horvata Stančića, poznatog kapetana i branitelja Sigeta tijekom prve osmanske opsade 1556. godine, i to na vlastiti zahtjev, postavši tako glavnim kapetanom Sigeta. Godine 1563. Zrinski je preuzeo i dužnost generala i zapovjednika obrane cijeloga Prekodunavlja i time pod svoju neposrednu kontrolu stavio cjelokupnu pograničnu obranu između Blatnoga jezera (Balatona) i rijeke Drave. Car i kralj Ferdinand I. ostavio je Zrinskome mogućnost da u slučaju osmanske opsade napusti Sigetu i prepusti obranu drugome zapovjedniku, no kada se 1566. osmanska vojska približila Sigetu Zrinski je odlučio ostati braniti grad sa svojim vojnicima.
Godine 1566. sultan Sulejman I. krenuo je, u već dubokoj starosti (72 godini života) s 90.000:163 - 100.000:156 vojnika i 300 topova, na svoj trinaesti pohod, a ukupno sedmi na Ugarsku. Cilj je bio osvajanje Beča koji bi potom poslužio kao polazišna točka za daljnja osvajanja. Osim što ga je starost potaknula na jedan zadnji, veliki pohod na Ugarsku, dodatna motivacija bila je i neuspješna osmanska opsada Malte 1565. godine, krvavi i neuspjeli pohod koji nikako nije smio biti zapamćen kao posljednji pohod velikog sultana Osvajača.:str. 155.
Na putu prema Budimu i Beču sultanu su stajale utvrde Gyula, Eger i Siget. Nikola Zrinski, tada kapetan Sigeta, bio je svjestan važnosti ovoga grada i počeo se rano pripremati za obranu znajući da će sigetska utvrda sigurno biti jedan od osmanskih ciljeva - u grad je dovezeno i oko 100.000 litara pšenice i druge hrane, te je po procjenama hrane bilo dovoljno za oko 4 mjeseca.
Od svoje žene i sina Jurja oprostio se prije polaska u Siget riječima: Sinko moj predragi, ti sam to dobro znaš da mi j'va Sigeti moju glavu zgubit.:str. 283.
Iako je Zrinski opskrbio Siget s dovoljno zaliha hrane i barutom za dugu opsadu, najveći problem su ipak bili vojnici. Zrinski je u travnju uzeo 1000 plaćenika, te je u konačnici broj vojnika u Sigetu bio između 2300 i 2600 vojnika.:163
Od nadvojvode Karla dobio je 14 različitih topovah, 2400 tanetah za topove, 300 raznih bojnih sjekirah i mnogo praha, željeza:str. 226. čime je dodatno pojačan Siget koji je prije toga imao 40 topova. Iako mu je nadvojvoda ponudio i dodatne ljude, Nijemce,  Zrinski je to odbio, najvjerojatnije kako bi zadržao posadu Sigeta u što većoj koheziji. 
Prije velike i sudbonosne bitke tražio je od svojih vojnika, koji su velikim dijelom bili Hrvati, da mu obećaju poslušnost i vjernost do smrti. Prije toga i sam je prisegnuo ovim riječima:

## Prvi sukobi prije Sigeta
Od svojih uhoda Zrinski je saznao za jedan osmanski kamp kod Šikloša, te je 17. lipnja 1566. godine poslao 1000 pješaka i 500 konjanika da napadnu kamp. Predvođeni zapovjednicima Gašparom Alapićem, Mikloušom Kobakom, Petrom Patačićem, Vukom Papratovićem i pješačkim vojvodama porazili su Mehmed-bega Taroliju, sandžakbega od Vize, koji je kraj Pečuha trebao organizirati prihvatilište za osmansku vojsku. Mnogo je osmanskih vojnika poginulo kao i sam sandžakbeg, a njegov sin je zarobljen. Napad je bio uspješan, te su Nikolini vojnici ponijeli u Siget veliki plijen.:str. 5.
U međuvremenu je dio osmanske vojske pod vezirom Pertavpašom krenuo prema Gyuli.:str. 260. Postavilo se pitanje hoće li Sulejman osobno udariti na Eger ili na Siget, što je i Zrinski saznao od svojih uhoda. Povjesničari su to podijeljena mišljenja – prema jednima Sulejman nije niti sam znao gdje će krenuti s glavninom vojske sve do samog kraja, te je u konačnici krenuo na Eger, ali ga je vijest o porazu kod Šikloša potaknula da vojsku okrene na Siget. Drugi će pak reći, a što se i čini smislenije, da sultan ne bi pokrenuo veliku vojsku u tako važnom pohodu da nije unaprijed dobro isplanirano i određeno gdje će udariti. Također, Osmanlije su prilikom svih pregovora s Habsburgovcima zahtijevali da im se preda Siget:str. 233. te su obje strane bile svjesne važnosti ove utvrde pa se vjerojatnijom čini priča kako je Siget bio cilj napada, ali u historiografiji ne postoji konsenzus oko ovog pitanja. Kao što znamo Sulejman se odlučio udariti na Siget, a kako bi došao do njega trebao je prijeći Dravu. Nakon što je gradnja prva dva mosta propala zbog jake riječne struje, treći je uspješno podignut kod Osijeka. Poznati most kod Osijeka podigao je Hamza-beg u svega deset dana, zasigurno uvelike motiviran činjenicom da je njegova glava ovisila o uspješnosti gradnje.:str. 6. Most kod Osijeka do danas je poznat te je zapravo bio ingeniozno rješenje u kojem je dio mosta preko Drave napravljen na brodovima, a dio koji je prelazio preko močvarnog područja oko rijeke na stupovima, sveukupne dužine 6 km. Sultan je prešao preko mosta 20. srpnja 1566. godine, a do tada je već i Zrinski od uhoda saznao da Sulejman ide na Siget.:str. 5 - 7.

## Utvrda Siget
Kako bi se razumjela bitka i tijek bitke nužno je poznavati strukturu Sigeta. On se sastoji od tri dijela, prvi je „Novi Varoš“, drugi „Stari Varoš“, a treći „Stari Grad“ koji je unutar sebe ima posebno odvojen „Nutarnji Grad“. Svi ovi dijelovi međusobno su odvojeni mostovima, od kojih je onaj koji vodi od Starog Varoša do Starog Grada najduži, a oko Sigeta nalazi se močvara nastala navodnjavanjem iz obližnjeg potoka Almaša. 
Tako je Siget predstavljao pravu bastionsku utvrdu jer da bi pao napadač je morao redom osvajati jedan po jedan dio, svaki čvršći od prethodnog i svaki s više bastiona, a močvarno područje otežavalo je napade s više strana. 
Kako je utvrda bila u dobrom stanju Zrinskom je jedino preostalo od svojih vojnika tražiti zakletvu vjernosti, a posebno je naglašeno da će se sve izdajnike i neposlušne oštro kazniti, te posložiti slamu i goriv materijal u Novom i Starom Varošu, kako bi mogli biti potpaljeni u slučaju povlačenja.

## Tijek bitke
Već početkom kolovoza došla je osmanska vojska u blizinu Sigeta, a od 5. kolovoza započinju intenzivne borbe. Sam sultan došao je dan nakon početka borbe i boravio je u šatoru na Šimlehevu, mjesto frtalj milje od Sigeta:str. 12., pošto je zbog starosti i bolesti bio prisiljen biti izvan borbe, a jedva je mogao i sam hodati. Osmanska vojska bila je mnogobrojna i povjesničari se uglavnom slažu da je bilo negdje oko 100 000 osmanskih vojnika, od toga dosta elitnih janjičara, i dvije do tri stotine topova, a osim sultana vodio ju je i veliki vezir Mehmed Sokolović. 
Teški napadi i topovska paljba, koju je koordinirao zapovjednik topništva Aliportug, na Novi Varoš natjerali su u konačnici Zrinskog da izda naredbu za povlačenje u Stari Varoš u večer 9. kolovoza. Napadači nisu mirovali i već su sljedećeg dana počeli napad na Stari. Janjičari su se primicali varošu s tri strane, kopajući jarke prema mjestima na koja su topovi fokusirali paljbu.:str. 251. U isto vrijeme počeli su raditi i na isušivanju močvare pa rade na rušenju nasipa potoka Almaša. Podignuta su i dva „nasipa“ kako bi se lakše pucalo na branitelje. Odlučujući, ukupno sedmi, juriš na Stari Varoš dogodio se 19. kolovoza, a prilikom povlačenja u Stari Grad neki branitelji ostali su odsječeni od mosta te su poginuli opkoljeni u Starom Varošu. Važnu ulogu u zauzimanju imao je izdajica Antun Mlečanin, topnički glavar kojega je Zrinski primio u službu na plaću, a koji je usred opsade prešao na osmansku stranu i dao im podatke o stanju utvrde i braniteljima. Jedni od branitelja koji su poginuli tada su Martin Bošnjak, vojvoda Petar Botoš, vojvoda Lovrenac, vojvoda Petar Bata i vojvoda Jurij Matijaš. Na osmanskoj strani u tome jurišu poginulo je više od 3000 njihovih vojnika.
Do 20. kolovoza bila je već močvara oko Sigeta uvelike isušena, samo je blato ostalo, pa su napadi krenuli s četiri strane, a podignuti su i novi „nasipi“ nad JZ i JI bedemom Grada.:str. 15. Prvi juriš uslijedio je nakon šest dana pucanja po zidinama, ali je odbijen, a istodobno Osmanlije počinju podizati „nasipe“ i sa sjeverne strane. Novi veliki juriš uslijedio je 29. kolovoza, dan koji ima puno simbolike za Osmanlije jer su na taj datum odnijeli veliku pobjedu na Mohaču te zauzeli gradove Beograd i Budim, ali je i taj napad odbijen uz velike osmanske gubitke, a pao je i zapovjednik Aliportug.:str. 269 - 270.
Cijelo ovo vrijeme Zrinski se nadao kako će kršćanska vojska doći u pomoć, te je odbijao ponude predaje. U jednom trenutku napadači su doveli trubača njegovog sina Jurja, te su na prevaru htjeli uvjeriti Zrinskog da drže i njegovog sina kojeg će ubiti ako se ne preda. :str. 261. Unatoč svemu Zrinski je odbio predaju, a sve ponude o predaji ispaljene na strijelama u Siget bile su beskorisne, jer se branitelji nisu htjeli predati, što zbog vjernosti Zrinskom, što zbog straha od strogih kazni ako se njihov naum otkrije. Car i kralj Maksimilijan II. imao je već okupljenih 90 000 vojnika u blizini Gyula, ali je vojno vijeće odlučilo za sada ne činiti ništa i ne udariti niti izravno na Siget, niti na Ostrogon kako bi se odvukao dio osmanske vojske.:str. 275 - 279.
Krajem kolovoza i početkom rujna juriši su postali redovni te je ukupno bilo 12 do 15 juriša. Kako je sunce osušilo blato koje je ostalo nakon povlačenja močvare javila se nova ideja o potkopavanju bedema, a 2. rujna počelo je kopanje prema JZ bedemu. Sulejman je preminuo 4. rujna, ali Sokolović nije obavijestio vojsku o tome iz straha od još veće demoralizacije vojnika, jer je bilo neobično za osmansku vojsku da ovako dugo ratuje za neku utvrdu.:str. 280 - 282.:str. 15. Vojnici će saznati za sultanovu smrt tek 24. listopada u Beogradu.
Osmanlije su iskopanu rupu napunili zapaljivim materijalima i 5. rujna u rano jutro potpalili. Uništenje dijela bedema bilo je već samo po sebi veliki problem, a uz to počeo je puhati i južni vjetar te se požar proširio po cijelom Starom gradu. Opću pomutnju iskoristili su napadači i ubrzo udarili na grad, te se Zrinski morao povući u Nutarnji Grad, pri čemu je dio vojnika ostao vani kako bi kupio vrijeme za povlačenje i spuštanje vrata.:str. 15.
U zadnjem uporištu ostao je Zrinski s ne više od 500 vojnika te s malo zaliha pošto je većina ostala izvan Nutarnjeg Grada. Situacija se dodatno pogoršala kada je 7. rujna zapaljen i Nutarnji Grad. Zrinskom postaje jasno da nema izlaza, ali unatoč tome odbija ponudu o predaji uz komentar da će grad braniti do smrti.:str. 286.
O posljednjim trenutcima Nikolina života svjedoči nam njegov komornik Ferenc Črnko. Zrinski je na sebe stavio čistu odjeću, ne ratničku, već plemićku odjeću, a na glavu "klobuk ča je na svadbi nosil".:str. 18. Na svoju svečanu halju dao je privezati 100 zlatnika, kako sam reče: "da  znate da to zato postavih: koji nevernik s mene haljinu svuče da potle ne reče da ni ništar pri meni našal".:str. 19.
Od četiri sablje odabrao je onu koja je pripadala njegovom ocu te je izašao pred preostale vojnike i održao im govor::str. 20 - 21.
	Zato vi dobro znate, kako sam ja prisegal najprvo, a vi potom po meni vsi ste prisegli na vernost, tako da mi oćemo ovdi skupa živiti i umriti. I hvala budi gospodinu Bogu da se jošće ni ni jedna nevera mej nami našla dosada, i da i sada ne bude!
Isti taj dan, u plemićkoj odjeći s očevom sabljom i malim okruglim štitom krenuo je Nikola Šubić Zrinski u juriš iz Nutarnjeg Grada na Osmanlije, predvodeći svoje vojnike. Ubrzo su Zrinskog pogodile janjičarske puške, te je pao mrtav nakon pogotka u glavu. Dio branitelja odolijevao je još neko vrijeme, ali je bitka ubrzo završena. Od svih branitelja pošteđena su samo sedmorica, a među njima i Ferenc Črnko.
Nakon završetka bitke došlo je do eksplozije baruta u gradu. Oko eksplozije ponovno ne postoji konsenzus, jedni će reći kako je do nje došlo slučajno kada je vatra zahvatila spremište baruta, drugi da je neka mlada žena potpalila zalihe, a treći da je potpaljen „spori fitilj“ prije juriša. Kako god bilo u eksploziji je poginulo oko 3000 osmanskih vojnika.:str. 22. Ukupni broj žrtava na osmanskoj strani bio je između 20 i 35 tisuća vojnika, od toga 5000 do 7000 janjičara.:str. 292.

## Posljedice bitke
Dan nakon juriša, 8. rujna, glave branitelja i Zrinskog bile su nabijene na kolce oko sultanovog šatora. Sutradan je Nikolinu glavu Mehmed Sokolović poslao svome bratu Mustafi u Budim, a on ju dalje proslijedio u habsburški carski tabor (carskom generalu Egonu od Salma). U tabor carske vojske kod grada Jure glava Nikole Zrinskog dopremljena je 14. rujna. Nikolinu su glavu 18. rujna preuzeli njegov sin Juraj IV. Zrinski, zet Baltazar Batthyanyi i svak Franjo Tahy. Donijeli su je u Čakovec, a pokopana je u obiteljskoj grobnici Zrinskih u kompleksu pavlinskog samostana u Svetoj Jeleni, uz grob Nikoline prve supruge Katarine Frankopanske.:str. 24 - 25. Sudbina Nikolina tijela nije u potpunosti poznata, prema jednim podacima tijelo je spaljeno, a prema drugim tijelo je pokopao Mustafa Vilić Banjalučki, nekadašnju Nikolin zarobljenik, u čast i spomen za humano postupanje Zrinskog prema njemu.:str. 292.
Mir između Osmanlija i Habsburgovaca sklopljen je 17. veljače 1568. godine u Drinopolju (Edirne) između cara i kralja Maksimilijana II. i novog sultana Selima II. Prema odredbama mira Osmanlijama su priznata sva osvajanja iz 1552. i 1566. godine.:str. 155. Siget će ostati u osmanskim rukama sve do 1689. godine.

### Strateški značaj
Cilj vojne Sulejmana I. bio je Beč, no kako je car Sulejman Veličanstveni tijekom opsade umro, uzimajući u obzir velike gubitke reda veličine trećine do četvrtine vojske, osmanska vojska sad pod zapovjedništvom vezira Mehmeda Sokolovića odustala je od plana i vratila se u Istanbul, te je ova Pirova pobjeda kod Sigeta bila kraj jednog od brojnih osmanskih prodora u Europu. Pobjeda je značajna jer je označila početak slabljenja Osmanskog Carstva. Iako je u prethodnim desetljećima sultan pokrenuo čak tri napada na Beč – 1529., 1532. i 1566. – nakon bitke kod Sigeta proći će više od stotinu godina do novoga pokušaja 1683. godine.

### Odjek u Europi
Junačka smrt Zrinskog, ili kneza Mikule, kako su ga još zvali, izazvalo je divljenje čitave tadašnje Europe, koja ga je nazvala novim Leonidom. Znameniti francuski kardinal Richelieu, ministar na dvoru kralja Luja XIII., napisao je ovo: "Čudo je trebalo da Habsburško Carstvo preživi. I to čudo dogodilo se u Sigetu". Četvorica preživjelih sigetskih branitelja su kasnije otkupljeni, a među njima su bili nećak Zrinskog Gašpar Alapić, te komornik Franjo Črnko, koji je kasnije na hrvatskom, njemačkom i latinskom jeziku vjerno i potanko opisao sigetsku katastrofu u djelu Podsjedanje i osvojenje Sigeta. Kako su iscrpljeni Turci izgubili više od 30.000 vojnika, nije im bilo druge nego odustati od invazije na Beč i Europu.
Nikola Zrinski mlađi (1620. – 1664.), praunuk sigetskog junaka, hrvatski državnik i pisac, u svoju je zbirku pjesama Jadranskoga mora sirena uvrstio i ep "Opsada Sigeta" u kojem je opisao herojsku smrt svog pradjeda 1566. godine, koja je ušla u sve povijesne anale 16. stoljeća. Spomenuti ep, kao i preostali dio zbirke, napisan je na mađarskom jeziku, a na hrvatski jezik ih je preveo njegov brat Petar Zrinski. Iako ga je pisao Hrvat, taj se ep smatra jednim od najvećih dostignuća rane mađarske književnosti.
Iz toga vremena postoji jedna pesimistična izreka koja se često pripisuje samom Zrinskom koji je znao da pomoći ne će biti i da im nema druge nego držati Siget koliko mogu. Kada su Zrinskog pitali o kraljevskom pojačanju i hoće li uspjeti odbiti Turke, Zrinski je odgovorio: "Bog je visoko, a kralj daleko".

## Odraz u umjetnosti

### Književnost i glazba
Osim što je Črnkov spis Podsjedanje i osvojenje Sigeta doživio brojna izdanja, uz hrvatski, bili su tu latinski, njemački i talijanski prijevodi, ovaj je događaj potaknuo stvaranje mnogih umjetničkih djela. Posmrtno je 1584. godine objavljen ep Vazetje Sigeta grada Brne Karnarutića, napisan negdje 1568. – 1572. godine. "Vazetje Sigeta grada prvi je hrvatski povijesni ep i prvo u nizu djela o poznatoj bitki pod Sigetom 1566. U opisu događaja pjesnik se oslanjao na poznatu sigetsku kroniku Ferenca Črnka te pokušava posredovati povijesnu istinu o događaju." Imenjak, praunuk Nikole Šubića Zrinskoga, Nikola Zrinski napisao je na mađarskom jeziku djelo Adriai tengernek syrenaia i objavio ga 1651. godine, dio "Syrene" u kome je opisana opsada Sigeta je ep "Opsida sigetska" ("Szigeti veszedelem"; prvo je naveden naslov Petrova prijevoda, potom u zagradi naslov izvornika). Nikolin brat Petar je cijelo djelo 1660. godine preveo na hrvatski jezik pod naslovom "Adrijanskoga mora sirena".:157 "O oslanjanju (Nikole Zrinskoga) na a hrvatske književne i jezične tradicije govore i brojni kroatizmi i turcizmi koje je Nikola unio u svoju "Syrenu", posebice u spjevu "Opsida sigetska"; kopje, sablja, barjaktar, demecki kard (demeškinja), istraža (straža), poraz. Riječ je o hrvatskom vojničkom nazivlju."
Pavao Ritter Vitezović objavljuje ep Odiljenje sigetsko u Linzu 1684. godine. U Razgovoru ugodnom naroda slovinskoga Andrije Kačića Miošića iz 1756. godine nalazi se "Pisma od bana Zrinovića i cara Sulemana trećega", posvećena opsadi Sigeta i junaštvu Nikole Zrinskoga:
| Suleman se razbolio biše U bijelu gradu Carigradu. Pitaju ga paše i veziri: „Što je tebi, care gospodare! Koja ti je bolovat nevolja? Ali ti je starost dodijala? Ali junak Zrinović Nikola Devet godín s tobom bojak bijuć?“ Odgovara care Sulemane: „Prodj'te me se, paše i veziri! Nije meni starost dodijala; Već nevirni Zrinović Nikola. | Koi razbì Ali-pašu moga Pod Sigetom, on se ne bilio! Ter izsičè svu vojsku njegovu, I porobì Bosnu do Fojnice. Sada nejma većega junaka U Turčina, ni u Kaurina, Ni žeštjega meni dušmanina Od Nikole Zrinovića bana. Nit ću živit, ni veseo biti, Dok nesmaknem dušmanina moga, Zrinovića, bana hàrvatskoga, Koi mi je puno dodijao.“ (...) |

 (Andrija Kačić Miošić, ulomak iz "Pisma od bana Zrinovića, cara Sulemana tretjega...")
Njemački pjesnik Theodor Körner 1812. godine objavljuje svoju dramu Zrinyi, koja je zagrebačku premijeru na njemačkom jeziku doživjela 1832. godine, a na hrvatskom jeziku 1841. godine.:157 Hrvatski velikan Ante Starčević o 300. obljetnici bitke iz 1866. godine kritizirao je kult sigetskog heroja kojega je okarakterizirao kao branitelja hrvatskih neprijatelja (Austrijanaca i Mađara), te je suprotstavio Nikoli kao pozitivniji lik drugog Zrinskog - Nikolinog praunuka Petra Zrinskog i Frana Krstu Frankapana. Unatoč ovoj kritici, heroizam Nikole Šubića Zrinskog nije izblijedio,:158 nego je konačnu (umjetničku) potvrdu dobio u operi Nikola Šubić Zrinjski Ivana pl. Zajca iz 1876. godine, čiji se napjev U boj, u boj pjeva čak i u Japanu. Riječima muzikologa: "Naposljetku, zborski završetci svakoga od triju činova sa sintagmama Dok u nama živo srce bije, Za dom (je slatko mrijeti) i U boj poprimili su prepoznatljiv znamen. Poistovjetivši se s operom i nadrastajući svoju prvotnu ulogu, osobito je zborski finale (U boj) poprimio crtu bezvremenosti."

### Umjetničke slike
Oton Iveković (slika), Ljudevit Ožegović, Bela Čikoš Sesija, Johann Peter Krafft, Tivadar Kosztka Csontváry, Simon Hollósy, Alfons Mucha, Antonio Lafreri, Bertalan Székely (tri slike), Simon Hollósy, razni nepoznati slikari, ilustratori, minijaturisti i tiskari kršćanske i osmanske provenijencije.

## Vanjske poveznice

### Sestrinski projekti
|  | Zajednički poslužitelj ima još gradiva o temi Bitka kod Sigeta iz 1566. godine |

### Mrežna sjedišta
- Izvori za borbe Hrvata s Turcima, crohis.com, (u međumrežnoj pismohrani archive.org 19. veljače 2012.)
- Opsada Sigeta 1566.  Arhivirana inačica izvorne stranice od 31. kolovoza 2019. (Wayback Machine) Animirani film Siget '1566' snimljen je u produkciji neprofitne udruge ‘MANK’ iz Budimpešte. Za Projekt Velebit, s mađarskoga pohrvatio Marko Jurič.
- Domagoj Vlahović, Hrvatski vojnik Nikola Šubić Zrinski, Hrvatski vojnik, br. Broj 509, 22. rujna 2016.
- Josip Bratulić, Uz 450. obljetnicu smrti Nikole Šubića Zrinskoga (1566–2016). Sigetska bitka i njezini odjeci  Arhivirana inačica izvorne stranice od 31. kolovoza 2019. (Wayback Machine), Vijenac, br. 592  Arhivirana inačica izvorne stranice od 31. kolovoza 2019. (Wayback Machine), 10. studenoga 2016.